# Thomas Krol
Thomas Krol (Colmschate, 16 augustus 1992) is een voormalig Nederlandse langebaanschaatser. In 2019 werd hij wereldkampioen afstand op de 1500 meter, ook won hij de wereldbeker op die afstand. Op 18 februari 2022 werd hij Olympisch kampioen op de 1000 meter bij de Olympische Winterspelen in Peking.
Als A pupil is hij namens schaatsvereniging Sportief Oost Nederland uit Deventer Nederlands kampioen geworden. Al in de C-junioren werd hij voor KNSB Oost gevraagd en vervolgens heeft hij tot en met 2012 voor Jong Oranje gereden. Zijn specialiteit ligt bij de korte en middellange afstanden. Naast het schaatsen volgt Krol aan de Hogeschool van Amsterdam de opleiding Aviation Studies, met als doel om uiteindelijk aan de KLS de opleiding tot piloot te volgen. Op 23 februari 2024 maakte Krol bekend te stoppen met schaatsen om zich volledig op de pilotenopleiding te richten.

## Biografie
In februari 2010 werd Krol Nederlands kampioen bij de B-junioren. Hij won op dat toernooi 3 van de 4 afstanden en eindigde daarmee ruim voor Jeroen Negenman en Arjen van der Veen.
Hij maakte zijn debuut bij de senioren op het NK afstanden 2011. Hij startte daar op de 500 en 1000 meter, waarop hij respectievelijk 13e en 15e werd.
Tijdens het WK Junioren 2011 speelde Krol individueel niet mee om de medailles, maar met Maurice Vriend en Frank Hermans werd op de Ploegenachtervolging het goud gepakt. Dit was mede te danken aan de Noren, zij waren op weg om de snelste tijd neer te zetten toen Frederiksen ten val kwam en daarmee zichzelf en de Noren uitschakelde.
In 2012 behaalde hij de zilveren medaille tijdens de WK Junioren 2012, achter de Noor Sverre Lunde Pedersen. Daar pakte Krol ook het zilver op de 1500 meter en brons met de Nederlandse Achtervolgingsploeg.

#### Eerste wereldbekerwedstrijden
Bij het NK Afstanden 2013 kende Krol zijn doorbraak bij de senioren, op de 1500 meter reed hij verrassend naar exact dezelfde tijd als Rhian Ket: 1.47,761. Door diskwalificatie van Koen Verweij - die wel de snelste tijd noteerde - die vervolgens werd aangewezen door de bond, besloten Krol en Ket naar de geschillencommissie te stappen om een geplande skate-off ongedaan te maken. Die stelden hen in het gelijk. Ket mag de wereldbekerwedstrijd over 1500 meter rijden in Kolomna, Krol in Thialf. Tijdens zijn eerste Wereldbekerwedstrijd kon Krol niet opnieuw voor een verrassing zorgen, hij reed de 18e tijd.
Op 12 oktober 2013 werd hij op zijn thuisbaan winnaar van de 44e IJsselcup door winst op de 1500 meter en een tweede plek op de 500 meter was hij het snelst over dat klassement. Tijdens het NK Afstanden een paar weken later wist hij zijn kunststukje van een jaar eerder niet te herhalen, met een negende plek op zowel de 1000 als 1500 meter bleef Krol ver verwijderd van kwalificatie voor de Wereldbeker.

Op het OKT reed hij een zeer sterke 1000 meter waar kwalificatie voor de Olympische Spelen heel dichtbij kwam. Krol kwam slechts 0,06 seconden te kort voor de derde plek die werd bemachtigd door Mark Tuitert, die anderhalve maand later wél naar Sochi afreizen voor de Olympische Spelen. Op de 500 en 1500 meter kon Krol zich niet mengen in de strijd om Olympische tickets.

#### Naar de (inter)nationale top
Het post-olympische seizoen begon goed voor Thomas Krol, op het NK Afstanden pakte hij brons op de 1500 meter waarmee hij direct een wereldbekerticket veiligstelde. Deze goede start gaf hij gevolg door in de wereldbekercyclus constant te presteren en 5 van de 6 races in de top-10 te eindigen. Het hoogtepunt van Krol dit seizoen was op 7 december 2014 toen hij zijn eerste medaille tijdens Wereldbeker wedstrijden veilig wist te stellen. In een tijd van 1.47,14 werd hij in Berlijn op de 1500 meter derde achter Szymanski en Pedersen.
Bij de opening van schaatsseizoen 2015-2016 wist Thomas Krol zich tijdens de KNSB Cup definitief te vestigen tussen de Nederlandse toppers op de middenlange afstanden. Op zowel de 1000 meter als de 1500 meter wist hij zich voor de eerste wereldbekerwedstrijden in Noord-Amerika en Europa te plaatsen.
Na een goede serie Wereldbekerwedstrijden in november en december volgde de bekroning op een goed voorseizoen in december op het NK Afstanden. Krol reed op de 1500 meter naar 1.46,20 en zette daarmee de tweede tijd neer achter Nederlands Kampioen Kjeld Nuis, hiermee plaatste Krol zich rechtstreeks voor het WK Afstanden in Kolomna. Een dag later kwam Krol op de 1000 meter net te kort voor een WK-ticket en eindigde hij als vierde.

Bij de wereldbekerwedstrijden in Stavanger (Noo) pakte Krol de bronzen medaille op de 2e 1000 meter. Dit was na brons op de 1500 meter een seizoen eerder zijn tweede medaille bij de wereldbeker. Twee weken later, op 12 februari 2016, wist Krol te pieken door zijn tot dusverre beste resultaat uit zijn carrière te boeken. In Kolomna veroverde Krol achter Denis Yuskov en Kjeld Nuis het brons op de 1500 meter tijdens het WK Afstanden. Hiermee pakte Krol direct tijdens zijn WK-debuut een medaille.

#### Cyclus richting Olympische Spelen
Na zijn echte doorbraak bij de internationale top en een bronzen medaille op het WK, heeft Krol besloten zijn weg richting eremetaal op de Olympische Spelen in 2018 voort te zetten bij de ploeg Beslist.nl. Tijdens de officiële seizoensopening, de KNSB Cup in Groningen wist Krol zich zonder veel problemen te plaatsen voor de eerste wereldbekercyclus op de 1000 en de 1500 meter, op beide afstanden werd hij derde waar een plaats bij de eerste vijf de eis was. De wereldbekerwedstrijden verlopen echter nog niet zoals Krol dat gewenst zou hebben. De eerste 1000 meter in Harbin is nog redelijk met een achtste plaats, maar op de 1500 meter, zijn sterkste afstand, wordt Krol negende. Een week later in Nagano komt hij niet eens in de buurt van de top-10 en eindigt hij als respectievelijk 14e en 16e.

### Seizoen 2019/2020
Na vorig seizoen wereldkampioen te zijn geworden in Inzell op de WK afstanden op de 1500 meter is Thomas Krol definitief doorgebroken. Zowel op de 1500 meter heeft hij zich gekwalificeerd voor de wereldbeker als op de 1000 meter heeft hij zich verbeterd.

### 2020–2024
In 2021 won Krol opnieuw de wereldtitel op de 1500 meter en de Europese titel sprint.
In 2022 won hij goud op de Olympische Spelen op de 1000 meter en zilver op de 1500 meter. Dat seizoen won hij ook de wereldtitel sprint.
In 2024 stopte Krol met topschaatsen.

## Persoonlijke records[18]
| Afstand      | Tijd     | Datum             | Baan           |
| ------------ | -------- | ----------------- | -------------- |
| 500 meter    | 34,69    | 27 december 2021  | Heerenveen     |
| 1000 meter   | 1.06,25  | 9 maart 2019      | Salt Lake City |
| 1500 meter   | 1.40,54  | 10 maart 2019     | Salt Lake City |
| 3000 meter   | 3.42,86  | 30 september 2017 | Inzell         |
| 5000 meter   | 6.46,30  | 28 december 2010  | Heerenveen     |
| 10.000 meter | 14.40,13 | 18 maart 2012     | Enschede       |

## Resultaten
| Jaar | NK Afstanden                | NK Sprint                | NK Allround          | EK Sprint               | WK Sprint      | WK Afstanden                  | Wereldbeker                | WK Junioren                                                         | Olympische Spelen |
| ---- | --------------------------- | ------------------------ | -------------------- | ----------------------- | -------------- | ----------------------------- | -------------------------- | ------------------------------------------------------------------- | ----------------- |
| 2011 | 13e 500m 15e 1000m          |                          | 13e · (, 21e, 9e, -) |                         |                |                               |                            | 8e Allround · (6e, 10e, 3e, 9e) 7e 1000m · 4e 1500m · Achtervolging |                   |
| 2012 | 13e 1000m 15e 1500m         |                          |                      |                         |                |                               |                            | Allround · (4e, 9e, 2e, 7e) 6e 1000m · 1500m · Achtervolging        |                   |
| 2013 | 16e 500m 12e 1000m 4e 1500m | 15e (19e, 12e, 20e, 13e) | 11e · (, 19e, 6e, -) |                         |                |                               | 28e 1500m                  |                                                                     |                   |
| 2014 | 14e 500m 9e 1000m 9e 1500m  | 20e · (22e, , 12e, 8e)   |                      |                         |                |                               | 31e 1000m 36e 1500m        |                                                                     |                   |
| 2015 | 12e 500m · 9e 1000m · 1500m | 9e (14e, 6e, 14e, 7e)    |                      |                         |                |                               | 8e 1500m                   |                                                                     |                   |
| 2016 | Dnf 500m · 4e 1000m · 1500m | 7e · (12e, , 13e, 6e)    |                      |                         |                | 1500m                         | 10e 1000m 7e 1500m         |                                                                     |                   |
| 2017 | 10e 500m 6e 1000m 5e 1500m  | 5e · (10e, 4e, 10e, )    |                      |                         |                |                               | 55e 500m 7e 1000m 8e 1500m |                                                                     |                   |
| 2018 | 4e 1000m · 1500m            | · (6e, , 5e, )           |                      |                         |                |                               | 5e 1000m · 1500m           |                                                                     |                   |
| 2019 | 8e 500m · 1000m · 1500m     |                          |                      | 17e · (12e, 19e, 11e, ) |                | 1000m · 1500m                 | 4e 1000m 5e 1500m          |                                                                     |                   |
| 2020 | 6e 500m · 1000m · 1500m     |                          |                      |                         |                | DQ 1000m · 1500m · teamsprint | 1000m · 1500m              |                                                                     |                   |
| 2021 | 1000m · 1500m               | 4e · (7e, , 18e, )       |                      | · (4e, , 8e, )          |                | DQ 1000m · 1500m              | 1000m · 1500m              |                                                                     |                   |
| 2022 | 1000m · 1500m               |                          |                      |                         | · (7e, , 8e, ) |                               | 1000m · 4e 1500m           | 18e 500m · 1000m · 1500m                                            |                   |
| 2023 | NS2 500m · 1000m · 1500m    | 6e · (10e, , 10e, )      |                      |                         |                | 1000m · 1500m                 | 4e 1000m 9e 1500m          |                                                                     |                   |
| 2024 | NS2 500m 10e 1000m 6e 1500m |                          |                      |                         |                |                               | 4e 1000m 20e 1500m         |                                                                     |                   |

(#, #, #, #) = afstandspositie op sprinttoernooi (500m, 1000m, 500m, 1000m) of op juniorentoernooi (500m, 3000m, 1500m, 5000m).

### Wereldbekerwedstrijden[19]
| Seizoen   | 1000m                | 1500m                  |
| --------- | -------------------- | ---------------------- |
| 2012/2013 |                      | 18e, -, 3e(b), -, -, - |
| 2013/2014 | -, -, -, 1e(b), -, - | -, -, -, 3e(b), -, -   |
| 2014/2015 |                      | 9e, 10e, , 13e, 4e, 6e |
| 2015/2016 | 13e, 10e, 5e, 9e, -, | 6e, 10e, 4e, 4e, 4e    |
| 2016/2017 | 8e, 14e              | 9e, 16e                |

- = geen deelname
(b) = B-divisie

### Medaillespiegel
Bijgewerkt tot 5 maart 2023
| Kampioenschap          | Goud · | Zilver · | Brons · |
| ---------------------- | ------ | -------- | ------- |
| NK Afstanden           | 4      | 3        | 2       |
| NK Sprint klassement   | 0      | 0        | 3       |
| NK Sprint afstanden    | 3      | 3        | 1       |
| NK Allround klassement | 0      | 0        | 0       |
| NK Allround afstanden  | 0      | 0        | 2       |
| EK Sprint klassement   | 1      | 0        | 0       |
| EK Sprint afstanden    | 3      | 0        | 0       |
| EK afstanden           | 2      | 3        | 0       |
| Olympische Spelen      | 1      | 1        | 0       |
| WK Afstanden           | 3      | 3        | 2       |
| WK Sprint Teamsprint   | 0      | 0        | 1       |
| WK Sprint klassement   | 1      | 0        | 0       |
| WK Sprint Afstanden    | 2      | 0        | 0       |
| Wereldbeker 1000m      | 1      | 1        | 1       |
| Wereldbeker 1500m      | 3      | 0        | 1       |
| Wereldbeker klassement | 3      | 1        | 2       |
| WK Junioren allround   | 0      | 1        | 0       |
| WK Junioren afstanden  | 1      | 1        | 1       |

## Persoonlijk
Krol is de zoon van een Nederlandse vader en een Zwitserse moeder. Hij beschikt over een dubbel paspoort. Krol volgde een opleiding Aviation Studies aan de Hogeschool van Amsterdam. Hij hoopt na zijn schaatscarrière piloot te kunnen worden. Hij heeft een relatie met eveneens langebaanschaatser Ramona Westerhuis.
1976: Peter Mueller ·
1980: Eric Heiden ·
1984: Gaétan Boucher ·
1988: Nikolaj Goeljajev ·
1992: Olaf Zinke ·
1994: Dan Jansen ·
1998: Ids Postma ·
2002: Gerard van Velde ·
2006: Shani Davis ·
2010: Shani Davis ·
2014: Stefan Groothuis ·
2018: Kjeld Nuis ·
2022: Thomas Krol